# Manson Guitar Works
Manson Guitar Works es una empresa fabricante de guitarras y bajos británica. Fue fundada por Hugh Manson en la década de 1970. Manson se ganó una reputación por sus diseños innovadores y por la producción de guitarras personalizadas de alta gama para músicos profesionales, siendo Matt Bellamy de Muse el caso más conocido.
Bellamy se convirtió en el accionista mayoritario de Manson en 2019.

## Historia
Hugh Manson fundó la compañía después de seguir los pasos de su hermano en la escena de la construcción de guitarras, especializándose en guitarras eléctricas. 
Manson ganó popularidad tras colaborar durante más de 20 años con Matt Bellamy, guitarrista y líder de la banda de rock Muse. Bellamy era especialmente ambicioso con el diseño de sus guitarras, el uso de la tecnología y la búsqueda de su propio estilo, el cual fue construyendo junto con Hugh. Entre sus efectos innovadores se encuentra la incorporación de un controlador MIDI integrado en la guitarra que le permite manipular efectos de Kaoss Pad o Digitech Whammy en tiempo real. También incluyeron sistemas de fuzz, distorsión y diseños futuristas a base de acabados metálicos y luces LED. En 2009 Manson lanzó la primera serie MB en colaboración con Cort Guitars, una versión más asequible inspirada en los modelos exclusivos de Bellamy.
En 2019, Bellamy se convirtió en el principal propietario de Manson Guitar Works tras comprar una participación mayoritaria de la empresa. Bajo su liderazgo, Manson ha ampliado su producción y ha comenzado a ofrecer también guitarras más asequibles.

## Instrumentos

### Guitarras
Manson es reconocida por la fabricación de guitarras con un diseño innovador y construcción artesanal. Sus modelos destacan por su ergonomía y comodidad, con formas modernas y estilizadas para ofrecer un estilo más contemporáneo y agresivo. Es frecuente encontrar circuitos integrados de fuzz, overdrive y distorsión, lo que reduce la necesidad de pedales externos. Las pastillas utilizadas en sus modelos suelen ser personalizadas, con opciones de fabricantes como Bare Knuckle y Sustainiac.
Además de Bellamy, Manson también ha diseñado y producido guitarras para músicos como Josh Homme (Queens of the Stone Age) y Dave Grohl (Foo Fighters).

### Bajo
Al igual que las guitarras, los bajos de Manson destacan por su diseño ergonómico y electrónica avanzada. Algunos modelos de bajos incluyen octavadores y preamplificadores internos, permitiendo una mayor flexibilidad tonal sin necesidad de procesadores externos.
El modelo "E-Bass" llamó la atención de John Paul Jones de Led Zeppelin, por lo que Manson le diseñó una versión ligeramente modificada con 10 cuerdas. Manson también ha hecho bajos personalizados para Mike Kerr, Adam "Nolly" Getgood (Periphery) y Chris Wolstenholme (Muse).